# San Juan, Nuevo León
San Juan är en ort i Mexiko.   Den ligger i kommunen Cadereyta Jiménez och delstaten Nuevo León, i den centrala delen av landet, 700 km norr om huvudstaden Mexico City. San Juan ligger 274 meter över havet och antalet invånare är 356.
Terrängen runt San Juan är platt. Runt San Juan är det ganska tätbefolkat, med 83 invånare per kvadratkilometer. Närmaste större samhälle är Cadereyta, 14,9 km väster om San Juan. Trakten runt San Juan består i huvudsak av gräsmarker.